# Suzzara
Suzzara est une commune italienne de la province de Mantoue, dans la région Lombardie.

## Géographie
Suzzara se trouve dans la plaine du Pô. 

## Administration
| Période                                  | Période | Identité | Étiquette | Qualité |
| ---------------------------------------- | ------- | -------- | --------- | ------- |
|                                          |         |          |           |         |
| Les données manquantes sont à compléter. |         |          |           |         |

### Hameaux
Brusatasso, Riva, Sailetto, San Prospero, Tabellano, Vie Nuove

### Communes limitrophes
Dosolo, Gonzaga, Luzzara, Motteggiana, Pegognaga, Viadana

## Sport
- Suzzara Calcio